# 1 (numero)
Uno (cf. latino ūnus, greco antico εἷς, gotico ains, antico irlandese oen, antico slavo ino-) è il numero naturale che segue lo 0 e precede il 2.

## Matematica
- Nella teoria degli insiemi, il numero uno è costruito a partire dall'insieme vuoto ottenendo {\displaystyle \{\emptyset \}}, la cui cardinalità è appunto 1.
- È l'elemento neutro della moltiplicazione e della divisione negli insiemi dei numeri naturali, interi, razionali e reali.
- È un numero dispari.
- È il primo e il secondo numero della successione di Fibonacci, prima del 2.
- È il secondo numero della successione di Lucas, dopo il 2.
- È un numero della Successione Tetranacci.
- È il primo elemento di tutte le successioni di numeri figurati.
- È un numero di Catalan.
- È il primo numero idoneo.
- È il primo numero di Ulam.
- È il primo numero quadrato centrato.
- È un numero poligonale centrale.
- È un numero di Wedderburn-Etherington.
- È il primo termine della successione di Mian-Chowla.
- È un numero strettamente non palindromo.
- È il primo numero altamente totiente.
- È un numero felice.
- È un numero di Harshad completo, ovvero è numero di Harshad in qualunque base sia espresso.
- È l'unico numero dispari a non essere nontotiente.
- È un numero di Dudeney.
- È un numero potente.
- È un numero di Kaprekar.
- È un numero pratico.
- È un numero intero privo di quadrati.
- È un numero odioso.
- È un numero stellato.
- È un termine della successione di Padovan.
- È un numero di Cullen.

## Chimica
- Uno è il numero atomico dell'Idrogeno (H).

## Astronomia
- 1 Ceres è il numero d'ordine di Cerere, il primo pianeta nano ad essere stato scoperto, secondo la nomenclatura asteroidale.
- L'oggetto numero 1 del Catalogo di Messier (M1) è la Nebulosa del Granchio.
- NGC 1 è una galassia a spirale della costellazione di Pegaso.
- 1P/Halley è una cometa periodica del sistema solare.

## Astronautica
- Cosmos 1 è un satellite artificiale russo.

## Simbologia

### Numerologia
- In relazione alle sue proprietà matematiche, l'Uno è stato studiato anche dal punto di vista filosofico, soprattutto presso gli antichi greci come Pitagora, Parmenide, Zenone di Elea, Plotino.

### Smorfia
- Nella smorfia il numero 1 è l'Italia.

### Giochi
- Uno è un gioco di carte.

## Convenzioni

### Sport
Negli sport di squadra, i giocatori sono in genere numerati a partire dal numero Uno.
- Nel gioco del calcio, il numero 1 designa solitamente il portiere come primo giocatore.
- Nella pallacanestro, le seguenti squadre della NBA hanno ritirato la maglia numero 1:
  - Boston Celtics, in omaggio a Walter A. Brown (fondatore e primo proprietario)
  - Milwaukee Bucks, in omaggio a Oscar Robertson
  - Portland Trail Blazers, in omaggio a Larry Weinberg (fondatore e primo proprietario)
  - Sacramento Kings, in omaggio a Nate Archibald
  - Seattle SuperSonics, in omaggio a Gus Williams
  - Utah Jazz, in omaggio a Frank Layden (allenatore)
- Nel rugby a 15, il numero 1 identifica il pilone sinistro
- Nella pallanuoto, il numero 1 rappresenta la prima posizione sulla destra
- Nella pallavolo, il numero 1 identifica la prima posizione sulla destra, da cui viene effettuata la battuta
- Nella Formula 1, il numero 1 può essere assegnato al pilota campione del mondo della scorsa stagione, anche se può decidere di non riceverlo.

## Musica
- Il primo album della trilogia dei Green Day, il cui titolo è ¡Uno!.
- Il primo album dei Led Zeppelin è intitolato semplicemente I.
- Una canzone dei Metallica è intitolata "One", uno.
- Una canzone dei Muse si intitola Uno.
- Una canzone degli U2 si intitola One, uno.
- 1 è un album dei The Black Heart Procession del 1998.
- #1 è un album dei Fischerspooner del 2003.

## Televisione
- Uno è il primo episodio della prima stagione della serie televisiva Better Call Saul.

## Fumetti
- Uno è un personaggio presente in PKNA.
- Numero Uno è il capo del gruppo TNT (Alan Ford).